# Cyperus maderaspatanus
Cyperus maderaspatanus är en halvgräsart som beskrevs av Carl Ludwig von Willdenow. Cyperus maderaspatanus ingår i släktet papyrusar, och familjen halvgräs. IUCN kategoriserar arten globalt som livskraftig. Inga underarter finns listade i Catalogue of Life.